# Dido
Pour les articles homonymes, voir Dido (homonymie).
Dido, de son nom complet Dido Florian Cloud de Bounevialle O'Malley Armstrong, née le 25 décembre 1971 dans le quartier londonien de Kensington, en Angleterre, est une chanteuse pop britannique.
Elle est également parolière, musicienne (claviériste, guitariste, flûtiste et batteuse) et productrice.
En 2004, elle entre dans le classement des dix artistes les plus riches du monde avec des revenus estimés à 15,8 millions de livres sterling.
Elle a sorti cinq albums solo entre 2001 et 2019.

## Biographie

### Débuts
Dido Florian Cloud de Bounevialle O'Malley Armstrong est née le 25 décembre 1971 dans l'hôpital de Kensington à Londres, en Angleterre, au (Royaume-Uni). Elle baigne dans le milieu de la culture (son prénom provient par ailleurs de la forme latine de Didon, fondatrice légendaire de Carthage) avec un père d'origine irlandaise qui travaille en tant qu'agent littéraire pour la maison d'édition Sidgwick & Jackson et une mère d'origine française qui consacre sa vie à l'écriture poétique.
Elle grandit dans un quartier nord de Londres en compagnie de son frère Rollo, et tous deux se passionnent pour la musique. À cinq ans, elle aurait dérobé une flûte à bec. Cette flûte sera le révélateur de son talent précoce. Elle est admise un an plus tard, à l'âge de six ans, à la Guildhall School of Music de Londres. Peu à peu, elle s'initie à de nombreux instruments, dont la flûte, le piano et le violon, trois instruments qu'elle maîtrise à l'âge de dix ans. Elle joue surtout de la musique classique, et aime particulièrement les compositeurs classiques actuels. À l'heure de l'adolescence, elle connaît déjà la scène avec un ensemble de musique classique qui organise quelques tournées au Royaume-Uni. Cependant, malgré ses efforts, elle est persuadée qu'elle ne pourra jamais réaliser son premier rêve, à savoir devenir une grande pianiste classique. À seize ans, elle découvre la mythique chanteuse de jazz Ella Fitzgerald qui la fascine et suscite son admiration. À cette époque, la jeune fille hésite encore entre la musique classique, les études et le nouveau groupe d'electro de son frère Rollo, Faithless.
À 17 ans, elle abandonne la musique classique, quelque peu désenchantée. Après avoir terminé ses études secondaires, elle s'inscrit à l'université et étudie le droit, dans l'espoir de devenir juriste. Elle sera en relation pendant sept ans avec un petit ami, Bob Page, devenu avocat. Elle commence à effectuer des tournées avec Faithless, et prête sa voix à plusieurs de leurs chansons. Peu à peu, le nom de Dido trouve écho dans les milieux musicaux. Cependant, son frère s'inquiète et lui conseille de se consacrer à ses études universitaires. « J'étais juste la petite sœur de Rollo, donc la dernière que l'on aurait regardée ». Or, justement, du côté des labels, on commence à la regarder de près. En effet, après une de ses démos, Dido est invitée à rencontrer Clive Davis, le fondateur d'Arista Records. La rencontre se déroule en 1997, dans un grand hôtel londonien. « Ce qui m'a réellement fait comprendre que cet homme était étonnant, c'est que j'avais déjà rencontré beaucoup de personnes de l'industrie musicale, et c'est le seul qui se soit réellement assis pour me parler de ma musique, tout le contraire de ce qu'ils font d'habitude ! »[réf. nécessaire]. Autre chose l'a séduite, quelque chose de plus subtil. Elle n'avait aucune limite, aucune barrière à ne pas franchir, sa création était totalement libre, « parce qu'on ne se préoccupait pas vraiment de ce que je faisais, ils étaient occupés ailleurs… »[réf. nécessaire]. Et c'est ainsi qu'en 1999 sort The Highbury Fields EP, l'album comprenant les quatre premiers morceaux de No Angel, plus un titre plus électronique, empreint des sonorités de Faithless, et que Dido compose elle-même : Worthless, ce qui veut dire « sans valeur ». Le contrat signé avec Arista concerne les États-Unis, et c'est pour cette raison que No Angel, le premier album complet, va d'abord être distribué dans ce pays.
En avril 2000, Dido est à New York et enchaîne les concerts autour de No Angel qui, dans un premier temps, n'a été disponible qu'aux États-Unis. Un jour, elle reçoit une lettre accompagnée d'un CD, celui d'Eminem et son titre Stan, pour lequel il a repris Thank You (« Nous avons aimé votre album et avons repris la chanson Thank You. Écoutez et dites-nous ce que vous en pensez »). « Lorsque j'ai écouté le CD, je me suis sentie emportée, envolée. J'aimais déjà ce qu'il faisait, mais là il y avait quelque chose d'un peu différent, plus beau ». 
Avant même la sortie de Stan, Dido, qui n'a pas ménagé ses efforts de scène sur le sol américain, avait déjà vendu un million d'albums, également grâce au choix de Here with Me en tant que générique de la série Roswell. Paradoxalement, c'est peut-être au Royaume-Uni que « l'effet Eminem » a été le plus favorable : c'est bien souvent grâce à Stan que les Britanniques ont découvert l'artiste compositrice expatriée. Beaucoup ont accusé Dido de plagier le style de Sinead O'Connor ou Sarah McLachlan. Mais Dido, si elle se dit flattée d'être comparée à de telles artistes, explique bien autrement son succès : par la liberté de création, si rare, dans laquelle elle se trouvait étant donné que son style n'était a priori pas très à la mode. 
Quand le vent a tourné, et qu'il a fallu songer à un second album, elle n'a pas eu besoin de demander cette liberté. « Va vers l'avant, plus loin, sans te soucier de faire comme la dernière fois » lui dit Arista. « Dis-nous simplement quand tu penses avoir fini ». Dido, elle, est aux anges : « Dans mon esprit, je serai toujours celle qui arrive de l'arrière, de l'inconnu, et il semble que cela me porte chance ». C'est ainsi que le 29 septembre 2003, Life for Rent est dans les bacs. Fortement empreint du style de No Angel, ce second opus n'a pas souffert du "Syndrome du difficile deuxième Album". Si on y reconnaît immédiatement la voix cristalline et envoûtante de Dido, il est néanmoins plus travaillé musicalement, les arrangements se fondent, l'atmosphère est plus intimiste et chaleureuse. Les influences sont troublantes, depuis Ella Fitzgerald jusqu'aux rockers The Clash. Les titres sont sortis un à un en singles, White Flag le premier extrait contient une chanson inédite Paris. Puis les singles s'enchaînent : viendra ensuite le morceau Life for Rent (qui reprend justement le titre phare de l'album), Don't Leave Home (chanson que Dido a composé après avoir sorti No Angel mais avant que l'album ne gagne en succès ; ici le morceau reçoit une instrumentation beaucoup plus riche et plus rapide que l'ancienne version que Dido chantait en bonus sur scène en 2001) et jusqu'au très estival Sand in My Shoes en août 2004, rappelant les souvenirs des vacances.
Durant plus d'un an, elle va enchaîner les concerts, se découvrir des fans au Japon ou en Europe de l'Est. Les prix pleuvent de toute part, les airs déferlent sur les radios du monde entier. White Flag sera même le titre le plus diffusé sur les radios françaises en 2003 avec 15554 diffusions. En février 2005 les chiffres des ventes d'albums tombent, Life for Rent s'est pour le moment vendu à plus de 8 millions d'exemplaires à travers le monde[réf. nécessaire]. Soit plus de 20 millions avec No Angel.

## Carrière

### Premiers enregistrements et débuts avec Faithless (1995–1999)
En 1995, alors âgée de 23 ans, Dido commence l'enregistrement de quelques morceaux sous forme de démos (en parallèle de sa collaboration avec Faithless) qui seront finalement regroupés sur une compilation nommée Odds and Ends et est envoyée à la maison d'édition musicale canadienne Nettwerk. Retenant l'attention de par ces morceaux et sa présence en tant que vocaliste dans le collectif Faithless, Nettwerk décide de signer un contrat avec Dido, plusieurs morceaux terminés de Odds and Ends feront finalement partie de son futur premier album. La maison de disques Arista, alors intéressée par les morceaux de Odds and Ends, propose de signer un contrat avec Dido pour un premier album. Rollo Armstrong, alors encore propriétaire de son label Cheeky Records, cosigne avec Dido. Ainsi va démarrer la réalisation d'un premier disque solo pour Dido.

### No Angelet succès (1999–2002)
No Angel sort le 1er juin uniquement aux États-Unis pour des raisons juridiques. Les critiques de la presse lui sont favorables et certains prédisent même un joli succès[réf. nécessaire]. C'est au Lilith Fair, un festival féministe créé par Sarah McLachlan, que Dido fait ses premiers pas sur scène en tant qu'artiste solo, elle entame ensuite une tournée nord-américaine. No Angel ne décolle pas des classements, Here with Me, premier titre extrait ne passe pas à la radio et sa vidéo jugée trop austère ne passe pas sur les chaînes musicales. Arista, sa maison de disques, mise alors cinq cent mille dollars en promotion : une nouvelle vidéo pour Here with Me est alors tournée, on y retrouve une Dido plus souriante dans un clip plus commercial ; mais une fois encore le succès n'est pas au rendez-vous, les ventes progressent peu. Dido, quant à elle, loin d'être découragée, continue les concerts parfois devant quelques dizaines de personnes seulement et la promotion dans toutes sortes de stations de radio. C'est alors que le vent tourne et plusieurs coups de chance vont arriver. Le premier s'appelle Roswell, une nouvelle série américaine de science-fiction lancée cette année-là. Les producteurs, alors intéressés par le morceau Here with Me, demandent à Dido le droit d'utiliser sa chanson pour le générique de la série, ce qu'elle accepte tout en reconnaissant ne pas être vraiment fan d'histoires d'extraterrestres. Le second arrivera l'année suivante.
Début 2000, Mark 45 King, un producteur d'Eminem, repère le titre Thank You sur une compilation, il sample le morceau et le fait ensuite écouter à Eminem, ce dernier emballé en construit aussitôt une chanson différente de son travail habituel. Stan raconte l'histoire d'un fan nommé Stanley totalement obsédé, les couplets sont une succession de ses lettres et le refrain est le premier couplet de Thank You. Voulant sortir l'album quelques mois plus tard, Eminem envoie à Dido le CD contenant Stan en lui demandant son accord pour commercialiser la chanson. En concert à New York à ce moment-là, Dido découvre l'œuvre d'Eminem et est à son tour conquise par ce morceau. Elle accepte la proposition et apparaîtra même dans la vidéo un peu plus tard dans l'année. Elle obtient alors une exposition au public américain puis au monde entier. No Angel remonte dans les classements et atteint le top 10 aux États-Unis et dépasse le million d'exemplaires en peu de temps. C'est finalement en janvier 2001 que sortira No Angel en France et un peu partout dans le monde, Here with Me, le premier single, est un succès, il entre directement à la quatrième place du top 50 français tandis que l'album se hisse à la première place du top album au mois d'avril. Trois autres singles suivront, Thank You qui rencontrera un succès considérable auprès des radios (notamment aux États-Unis), Hunter et All You Want, faisant de No Angel l'album le plus vendu dans le monde en 2001, il a été estimé à 21 millions d'exemplaires vendus en 2005. Après sa tournée mondiale de 2001, Dido rentre aux studios pour donner un successeur à No Angel. Elle apparaît également aux côtés de Faithless dans la vidéo de One Step Too Far et collabore avec Carlos Santana sur le morceau Feels Like Fire de l'album Shaman.

### Life for Rentet Live 8 (2003–2005)
Le 29 septembre 2003 sort le deuxième album, Life for Rent ; il se classe en première place des hit-parades dans 26 pays la semaine de sa sortie. Au Royaume-Uni, il devient l'album le plus rapidement vendu par une chanteuse avec 152 000 exemplaires le premier jour et 400 351 vendues la première semaine, il y restera 10 semaines consécutives à la première place et 52 semaines dans le classement. Avec cela, Dido a réussi à réitérer le succès de son premier album No Angel. L'album est lancé en grande pompe, la promotion y est intense ; le jour de la sortie, Dido donne un concert acoustique tôt le matin au Virgin Megastore de Londres avant de prendre l'un des deux avions loués par la maison de disques BMG et de donner un second concert dans la même journée au Virgin Megastore de New York ; une centaine de fans ont pu assister à cet événement en gagnant leurs places sur diverses radios et la chaîne musicale MTV, partenaire de l'événement.
Life for Rent comprend 11 titres plus une piste cachée, Closer. Il réunit à peu près le même groupe de travail que pour No Angel mais la production se limitera à Dido, son frère Rollo et Rick Nowels.  Le premier extrait White Flag est un succès. La première écoute exclusive sur AOL a lieu dès fin juin 2003, le titre inédit Paris sur le single est disponible dès le mois d'août. La chanson sera même la plus diffusée en France en 2003 avec 15 554 diffusions. S'ensuivront trois autres extraits : Life for Rent, Don't Leave Home, chanson que Dido a composée après avoir sorti No Angel mais avant que l'album ne gagne en succès, ici le morceau reçoit une instrumentation beaucoup plus riche et plus rapide que l'ancienne version que Dido chantait en bonus sur scène en 2001. Et enfin le très estival Sand in My Shoes. Tout cela donne lieu à une tournée mondiale très attendue pour les fans (notamment n'ayant pas pu assister à celle de 2001) : The Life for Rent Tour.
À la suite de sa collaboration au titre Do They Know It's Christmas? en décembre 2004, Dido va ainsi participer à trois concerts du Live 8 qui a pour but d'attirer l'attention sur la situation actuelle en Afrique. C'est le 2 juillet 2005 à Hyde Park - Londres qu'elle débutera en début d'après-midi accompagnée de son groupe pour chanter White Flag avant d'inviter le chanteur sénégalais Youssou N'Dour à la rejoindre sur scène. Ils interpréteront Thank You et reprendront Seven Seconds, célèbre titre de Youssou et Neneh Cherry. Le duo se rendra ensuite à l'Eden Project de Cornouailles puis à Paris - Versailles clore le concert et y interpréter une troisième fois Seven Seconds. Ils sont les deux seuls artistes à participer à trois des neuf concerts.

### Pause et création du troisième album (2006–2008)
Après avoir rencontré Jon Brion fin 2005 à Londres, Dido déménage temporairement pour Los Angeles, c'est là-bas que va démarrer la création du troisième album. Le concept part d'une idée de Dido, qui va ensuite devenir importante dans la réalisation du CD : remplacer les sons électroniques (habituels chez les Armstrong) par de vrais sons organiques. Et c'est Jon Brion, multi-instrumentiste qui va l'aider (Brian Eno, ?uestlove, Mick Fleetwood, Rollo Armstrong et Matt Chamberlain interviendront également).
Pour la première fois depuis plusieurs années, une interview in-the-studio est donnée au magazine Q de l'édition de novembre 2007 ; on y apprend que l'opus est terminé et qu'il ne reste plus qu'à l'intituler. Cinq nouveaux titres qui apparaîtront sur l'album ont pu y être trouvés (les 4 premiers sont signés Dido et Jon Brion) : It Comes and It Goes, Look No Further, Never Want To Say It's love, The Day Before The Day et Grafton Street (Dido et Brian Eno), et Never Far From Home selon le site officiel de l'orchestrateur britannique Matt Dunkley (ce titre ne fait finalement pas partie de la sélection finale). Le frère de Dido, Rollo, qui était très présent sur les deux premiers albums, a également collaboré à ce nouveau projet. « On a enregistré ma voix à côté de l'aspirateur dans le placard à balais de Jon. C'était tellement petit ici, il n'y avait même pas la place pour une guitare, j'en suis devenue dépendante. » Début de l'année 2008, Dido retourne à Londres pour apporter la touche finale à l'album avec l'aide de son frère Rollo qui a toujours été aux côtés de sa sœur pour ses créations musicales.

### Safe Trip Homeet retour aux studios (2008–2010)
C'est finalement le 17 novembre 2008 que sortit ce troisième album, intitulé Safe Trip Home (alors qu'il était annoncé pour le 3 du même mois mais repoussé pour des soucis de fabrication). Il est salué par la critique. Dès le 22 août, le titre Look No Further est offert à tous en téléchargement via le nouveau site officiel de Dido durant trois jours. Le premier single, Don't Believe in Love, est lancé quelques jours plus tard. Différent de ses précédents singles, il possède l'empreinte musicale de Jon Brion. Safe Trip Home gagnera le haut des charts mondiaux la semaine de sa sortie mais chutera fortement les semaines suivantes à cause de la promotion quasi inexistante. Il s'agit du quarante-quatrième album le plus vendu dans le monde en 2008 (selon IFPI). Don't Believe in Love restera l'unique réel single de l'album. La maison de disques décidera également de sortir le titre Grafton Street en parallèle avec le premier single (le titre ne sortira finalement qu'en téléchargement légal). On apprendra plus tard que Dido n'a pas voulu d'une promotion habituelle pour cet album (probablement dû au caractère très personnel de ce dernier). Plusieurs mini-concerts acoustiques privés ont tout de même été organisés à Londres, à Paris et à Los Angeles.
En décembre 2008, les paroles du pont de Let's Do The Things We Normally Do soulèvent une polémique en Irlande. Gregory Campbell, ministre de la Culture, accuse Dido d'avoir utilisé le refrain de la chanson The Men Behind the Wire associé historiquement à l'IRA (Irish Republican Army) et associé aujourd'hui à d'autres organisations indépendantistes armées irlandaises. Selon lui : « Étant donné ses racines, il est inconcevable qu'elle ne connaisse pas la signification de ce qu'elle chante. Elle doit savoir qu'elle parle de meurtriers, d'incendiaires et de terroristes. Elle devrait clarifier la situation et expliquer à ses fans comment elle se situe par rapport à ces faits. » Bien que Dido ne se soit pas expliquée (publiquement) sur ce sujet, ce passage n'est en aucun cas subjectif mais découle simplement du thème principal de la chanson. Safe Trip Home est nommé pour un Grammy Award dans la catégorie meilleure production (non classique). En septembre 2010, Bruce McCandless II porte plainte pour l'utilisation, sans son accord, de la photo prise à bord de la navette spatiale Challenger comme pochette officielle de l'album (voir chapitre 2010). Début 2009, Dido fait savoir par son site officiel qu'elle travaillait déjà sur un nouvel album et espère partir en tournée mondiale après la sortie de ce dernier. Le 18 juillet 2009, elle ajoutera qu'elle apprécie son retour aux sons électroniques pour la création de ce quatrième album, contrairement à l'enregistrement de sons organiques pour Safe Trip Home,,. Rollo Armstrong est une nouvelle fois annoncé pour la production. Une tournée est prévue pour accompagner la sortie du CD. Le 11 novembre 2010, en réponse à une question d'un fan sur Twitter, 2011 est avancée comme année de sortie « définitive. »
En avril 2010, des producteurs du film Sex and the City 2 ont écouté, à travers un CD gravé par Dido, quelques démos du prochain album, et ont décidé d'incorporer un titre nommé Everything To Lose dans le film. Ce titre est décrit comme une véritable chanson d'amour très gaie. Toujours avec l'aide de Rollo Armstrong et Sister Bliss, Dido a produit la version définitive en quelques jours pour pouvoir l'inclure à la bande originale. Face aux bonnes critiques et l'engouement autour de Everything To Lose, la maison de disques a décidé de sortir le morceau en téléchargement légal accompagné de différents remix. Il est sorti le 30 août 2010 et devrait faire partie du prochain album.
A.R Rahman et Dido collaborent sur la bande originale du nouveau film de Danny Boyle, 127 heures, notamment en duo sur le morceau If I Rise accompagnant le point culminant du film. Il est sorti le 5 novembre 2010 dans les salles américaines et est attendu pour février 2011 en Europe,,,,.
En 2010, Dido apparaît une fois de plus aux côtés de Faithless, sur The Dance, leur sixième album studio pour les titres Feelin' Good et North Star ; il est sorti le 17 mai 2010. Le 30 septembre 2010, Bruce McCandless II poursuit en justice Sony Music, Getty Images et Dido pour la couverture de son dernier album Safe Trip Home qui utilise une photo de la NASA de février 1984 montrant l'ancien astronaute réalisant la première sortie extravéhiculaire libre, c'est-à-dire sans aucun lien physique le rattachant au vaisseau spatial. McCandless ne proteste pas pour une utilisation frauduleuse de la photo, puisque les photos de la NASA sont désormais du domaine public, mais reproche à la chanteuse d'avoir utilisé son image pour illustrer l'album Safe Trip Home sans son autorisation,,. Le plaignant réclame des dommages et intérêts d’un montant qui n’a pas été dévoilé ; d’après lui, Sony était au courant depuis l’année dernière de l’utilisation non autorisée de cette image. Aucun des accusés n'a souhaité faire de déclaration. Jason Mraz a déclaré avoir eu la chance de collaborer avec Dido pour son prochain album qu'il espère être « le début d'une série de plusieurs sessions d'enregistrements… ». Sa sortie est attendue pour le premier semestre 2012,.

### If I Rise, Girl Who Got AwayetGreatest Hits(depuis 2011)
Dido avait affirmé via son compte Twitter qu'elle sortirait son quatrième album courant 2011, après être entrée en studio en novembre 2010. Cependant, la sortie a été repoussée à la suite de sa grossesse annoncée dans un message sur son site officiel le dimanche 6 février 2011. En juillet 2011, son mari, Gavin Rohan et elle accueillent leur premier enfant, un petit garçon prénommé Stanley. Les producteurs Rick Nowels, Greg Kurstin, Jeff Bhasker et Brian Eno ont également participé,. Une collaboration avec A.R. Rahman est également annoncée. Les titres End of Night, NYC, Happy New Year, composés avec Greg Kurstin, Loved You Yesterday et également The Girl Who Got Away avec la participation d'Ash Soan à la batterie pourraient faire partie de l'album.
Le 25 janvier 2011, son duo avec A.R. Rahman, If I Rise est nommé aux Oscars dans la catégorie « Meilleure chanson »,,, tout comme la bande originale de 127 heures. La cérémonie a eu lieu le 27 février 2011 au Kodak Theater de Los Angeles. C'est Florence Welch qui a remplacé Dido alors enceinte, aux côtés d'A.R. Rahman pour interpréter If I Rise. Le clip illustrant le morceau a été tourné les 14 et 15 février 2011 à Londres.
Le 8 novembre 2012, Dido a confirmé le titre de l'album Girl Who Got Away en postant une photo sur son compte twitter. Sa sortie est prévue pour le 4 mars 2013.

### 2018: Enregistrement de son5ealbum
Dido a signé avec BMG pour la sortie de son cinquième album au début l'année 2019. Rollo Armstrong, Sister Bliss et Ryan Louder seront les principaux collaborateurs sur ce nouvel album. Il sortira finalement le 8 mars 2019 et sera intitulé Still On My Mind

## Autres collaborations
Malgré son départ de Faithless pour sa carrière solo, Dido continue de collaborer sur chacun de leurs albums avec notamment : One Step Too Far en 2002 - sorti en single au Royaume-Uni et qui débuta numéro six dans les charts -, No Roots, titre de leur quatrième album en 2004, Last This Day sur l'album To All New Arrivals en 2006 jusqu'aux titres Feelin Good et North Star de l'album The Dance. En 2001, Max Martin lui demande par téléphone si elle peut terminer les paroles de I'm Not a Girl, Not Yet a Woman pour le troisième album de Britney Spears ; elle accepte la tâche mais avoue ne plus vouloir relever un défi semblable. Le titre fait partie de la bande originale du film Crossroads. En 2002, elle collabore sur l'album de duos Shaman avec Carlos Santana avec la chanson Feels Like Fire. Puis avec Rufus Wainwright avec I Eat Dinner pour la bande originale de Bridget Jones : L'Âge de raison. En 2004, Eminem utilise une nouvelle fois un sample d'une chanson de Dido, Do You Have a Little Time? pour la chanson Don't You Trust Me? de Tupac sur l'album posthume Loyal To The Game.
En 2005, Dido participe à Safe From Harm, le premier album de Dusted le nouveau groupe de son frère Rollo. Les pistes en duo avec Dido sont Time Takes Time, Hurt U et Winter. Dido a également coécrit Always Remember to Respect & Honour Your Mother, Part 1, The Biggest Fool in the World et Winter. En 2007 elle rejoint Annie Lennox et 22 autres chanteuses pour réaliser Sing, single à but caritatif pour la lutte contre le SIDA.
En 2015, Dido participe à la composition de la chanson Never Ending, 10e chanson de l'album Anti de Rihanna, sorti en janvier 2016.

## Distinctions
- MTV Europe Music Awards :
  - Révélation de l'année - (2001)
  - Nommée pour Chanteuse féminine internationale - (2001)
  - Nommée pour le meilleur album avec No Angel - (2001)
- Brit Awards :
  - Nommée pour la Meilleure artiste féminine britannique - (2001)
  - Meilleure artiste féminine britannique - (2002)
  - Meilleur album britannique avec No Angel - (2002)
  - Meilleure artiste féminine britannique - (2004)
  - Chanson britannique de l'année avec White Flag - (2004)
  - Nommée pour le Meilleur album des 30 dernières années avec No Angel - (2010)
- MTV Video Music Awards :
  - Nommée aux côtés d'Eminem pour la vidéo de l'année, la meilleure vidéo de rap, la meilleure vidéo masculine, la meilleure réalisation de vidéo et la meilleure vidéo cinématographique de l'année avec Stan - (2001)
  - Nommée pour la meilleure vidéo féminine avec Thank You - (2001)
- World Music Awards
  - Plus grosse vendeuse de disques pour une chanteuse britannique - (2002)
  - Plus grosse vendeuse de disques pour une chanteuse pop - (2002)
  - Plus grosse vendeuse de disques - (2002)
  - Meilleure chanteuse britannique de pop/rock - (2003)
  - Plus grosse vendeuse de disques pour une chanteuse britannique - (2004)
- Grammy Awards :
  - Nommée pour la meilleure performance vocale avec White Flag - (2004)
  - Nommée pour la meilleure production (non classique) avec Safe Trip Home - (2010)
- Ivor Novello Awards :
  - Auteur de l'année avec White Flag - (2003)
- NRJ Music Awards :
  - Révélation internationale - (2002)
  - Meilleur album international avec No Angel - (2002)
  - Meilleure artiste féminine internationale - (2004)
  - Meilleur album international avec Life for Rent - (2004)
- ASCAP UK Award - (2007)
- ASCAP UK Award - (2008)
  - Auteur de l'année et reconnaissance pour les titres Thank You et Hunter
- Ventes au Royaume-Uni :
  - No Angel album le plus vendu du XXIe siècle - 13 500 000 dans le monde dont 3 002 194 au Royaume-Uni.
  - Life for Rent se classe quant à lui troisième - 10 142 000 dans le monde dont 2 823 569 au Royaume-Uni.

## Discographie et classements

### Albums studio
| Année | Nom                                 | Classement | Classement | Classement | Classement | Classement | Classement | Classement | Classement |
| Année | Nom                                 | UK         | FRA        | GER        | AUS        | RUS        | ITA        | US         | CAN        |
| ----- | ----------------------------------- | ---------- | ---------- | ---------- | ---------- | ---------- | ---------- | ---------- | ---------- |
| 1995  | Odds & Ends - 1er disque démo       |            |            |            |            |            |            |            |            |
| 1999  | No Angel - 1er album studio         | 1          | 1          | 1          | 1          | 1          | 4          | 4          | 4          |
| 2003  | Life for Rent - 2e album studio     | 1          | 1          | 1          | 1          | 1          | 2          | 4          | 2          |
| 2008  | Safe Trip Home - 3e album studio    | 2          | 3          | 3          | 10         | 1          | 11         | 13         | 9          |
| 2013  | Girl Who Got Away - 4e album studio | 5          | 3          | 2          | 12         | 2          | 24         | 32         | 10         |
| 2019  | Still On My Mind - 5e album studio  |            |            |            |            |            |            |            |            |

### EP
- 1999 : The Highbury Fields
- 2005 : Dido Live

### Album live
- 2005 : Live at Brixton Academy

### Compilation
| Année | Nom                             | Classement | Classement | Classement | Classement | Classement | Classement | Classement | Classement |
| Année | Nom                             | UK         | FRA        | GER        | AUS        | RUS        | ITA        | US         | CAN        |
| ----- | ------------------------------- | ---------- | ---------- | ---------- | ---------- | ---------- | ---------- | ---------- | ---------- |
| 2013  | Greatest Hits - 1re compilation |            | 170        |            |            |            |            |            |            |

### Collaborations
- 2000 : The Marshall Mathers  de Eminem - Sur la chanson Stan
- 2003 : Shaman  de Santana - Sur Feels like fire
- 2004 : Loyal to the Game  de 2Pac - Chante sur Don't You Trust Me
- 2004 : Bridget Jones: The Edge of Reason soundtrack - Artistes variés - Chante sur I Eat Dinner
- 2004 : Do They Know It's Christmas? de Band Aid - Single
- 2005 : 7 Seconds de et avec Youssou N'Dour - DVD Live 8: One Day, One Concert, One World - Artistes variés
- 2005 : Safe from Harm  de Dusted - Chante sur Time Takes Time, Hurt U & Winter
- 2007 : Sounds Eclectic: The Covers Project -  Artistes Variés - Chante sur Fire and Rain de James Taylor
- 2008 : Songs of Mass Destruction -  Artistes Variés - Sur Sing
- 2010 : 127 Hours: Music from the Motion Picture  de A. R. Rahman - Chante sur If I Rise
- 2019 : The Last Summer de R+ - Sur 6 titres
- 2023 : Desire, I Want to Turn Into You de Caroline Polachek - Chante sur Fly to you

## Faithless
- 1996 : Reverence - Sur la chanson Flowerstand Man
- 1998 : Sunday 8PM - Chante sur Postcards & Hem of His Garment
- 1999 : Sunday 8PM / Saturday 3AM - Réédition remix du précédent album
- 2002 : Outrospective - Sur One Step Too Far
- 2004 : No Roots - Sur Intro et No Roots
- 2005 : Forever Faithless – The Greatest Hits - Compilation - Sur Don't Leave avec Pauline Taylor
- 2006 : To All New Arrivals - Chante sur Last This Day
- 2010 : The Dance - Chante sur Feeling Good &  North Star
- 2015 : Faithless 2.0 - Sur One Step Too Faret Feelin' Good

### Singles
| Année | Titre                                              | Classement | Classement | Classement | Classement | Classement | Classement | Classement | Classement | Classement | Classement | Classement | Classement | Classement | Classement | Classement | Album                                    |
| Année | Titre                                              | RU         | USA        | U.S. Dance | U.S. AC    | ALL        | CAN        | ITA        | AUS        | NZ         | BRE        | FRA        | ESP        | RUS        | PB         | UK         | Album                                    |
| ----- | -------------------------------------------------- | ---------- | ---------- | ---------- | ---------- | ---------- | ---------- | ---------- | ---------- | ---------- | ---------- | ---------- | ---------- | ---------- | ---------- | ---------- | ---------------------------------------- |
| 2000  | Stan (Eminem featuring Dido)                       | 1          | 51         | —          | —          | 1          | 1          | 1          | 1          | 14         | —          | 4          | 1          | 1          | 2          | 3          | The Marshall Mathers LP                  |
| 2001  | Here with Me                                       | 4          | 103        | —          | —          | 20         | —          | 35         | 58         | 3          | —          | 4          | 1          | 1          | 14         | 2          | No Angel                                 |
| 2001  | Thank You                                          | 3          | 3          | 1          | 1          | 41         | 22         | 41         | 1          | 3          | 1          | 30         | 3          | 1          | 18         | 1          | No Angel                                 |
| 2001  | Hunter                                             | 17         | —          | 9          | —          | —          | —          | —          | 50         | 28         | 16         | 45         | 22         | 3          | 73         | 5          | No Angel                                 |
| 2001  | All You Want                                       | 22         | —          | —          | —          | —          | —          | —          | —          | —          | —          | —          | —          | 8          | —          | 9          | No Angel                                 |
| 2001  | Don't Think of Me                                  | —          | —          | —          | —          | —          | —          | —          | —          | —          | —          | —          | —          | —          | —          | —          | No Angel                                 |
| 2002  | My Lover's Gone                                    | —          | —          | —          | —          | —          | —          | —          | —          | —          | 1          | —          | —          | 5          | —          | —          | No Angel                                 |
| 2002  | Take My Hand                                       | —          | —          | 1          | —          | —          | —          | —          | —          | —          | —          | —          | —          | —          | —          | —          | No Angel                                 |
| 2002  | One Step Too Far (Faithless featuring Dido)        | 6          | —          | 4          | —          | 48         | —          | 13         | 21         | —          | —          | —          | —          | 5          | 37         | 7          | Outrospective                            |
| 2003  | Feels Like Fire (Santana featuring Dido)           | —          | —          | —          | —          | —          | —          | —          | —          | 26         | —          | —          | 29         | 8          | —          | 12         | Shaman                                   |
| 2003  | White Flag                                         | 2          | 18         | 9          | 2          | 1          | 30         | 1          | 1          | 12         | —          | 1          | 1          | 1          | 1          | 2          | Life for Rent                            |
| 2003  | Stoned (12" vinyl/download only)                   | —          | —          | 1          | —          | —          | —          | —          | —          | —          | —          | —          | —          | 1          | —          | 1          | Life for Rent                            |
| 2003  | Life for Rent                                      | 8          | —          | —          | —          | —          | —          | —          | —          | —          | —          | 23         | —          | 1          | —          | 8          | Life for Rent                            |
| 2004  | Don't Leave Home                                   | 25         | —          | —          | —          | 67         | —          | —          | —          | —          | —          | —          | 19         | 1          | 36         | 2          | Life for Rent                            |
| 2004  | Sand in My Shoes                                   | 29         | —          | 1          | —          | 54         | —          | —          | 37         | —          | —          | —          | —          | 1          | 37         | —          | Life for Rent                            |
| 2004  | Do They Know It's Christmas? avec Band Aid 20 (en) | 1          | —          | —          | —          | 7          | —          | 1          | 9          | 1          | —          | 72         | —          | —          | —          | 1          | Do They Know It's Christmas? (CD Single) |
| 2006  | Christmas Day                                      | 60         | —          | —          | —          | —          | —          | —          | —          | —          | —          | —          | —          | —          | —          | —          | No Angel                                 |
| 2008  | Don't Believe in Love                              | 54         | —          | —          | —          | 29         | 37         | 1          | 6          | 6          | 9          | 30         | 1          | 1          | 19         | 1          | Safe Trip Home                           |
| 2009  | Quiet Time                                         | —          | —          | —          | —          | —          | —          | '—         | —          | —          | —          | —          | —          | —          | —          | —          | Safe Trip Home                           |
| 2010  | Feelin' Good (Faithless featuring Dido)            | —          | —          | —          | —          | —          | —          | —          | —          | —          | —          | —          | —          | —          | —          | 125        | The Dance                                |
| 2010  | Everything to Lose                                 | —          | —          | —          | —          | —          | —          | 16         | —          | —          | —          | —          | —          | —          | —          | —          | Sex and the City 2                       |
| 2013  | No Freedom                                         | —          | —          | —          | —          | 59         | —          | —          | —          | —          | —          | 64         | —          | —          | 98         | 51         | Girl Who Got Away                        |
| 2013  | End of Night                                       | —          | —          | —          | —          | —          | —          | —          | —          | —          | —          | —          | —          | —          | —          | —          | Girl Who Got Away                        |
| 2018  | Hurricanes                                         | —          | —          | —          | —          | —          | —          | —          | —          | —          | —          | —          | —          | —          | —          | —          | Still On My Mind                         |

### DVD
| Année | Nom                                              |
| ----- | ------------------------------------------------ |
| 2001  | Here with Me/Thank You (acoustique) - DVD single |
| 2004  | White Flag/Life for Rent - DVD single            |
| 2005  | Live at Brixton Academy - DVD + CD Live          |